# Anders Josephsen
Anders Josephsen (eller Josefsen) (født 31. december 1847 i Sønder Aalum, død 12. januar 1920 i Vorupør), var fisker, strandfoged og redningsmand i Vorupør.
Anders Josephsen var født i Sønder Aalum ved Agger, en af de byer mellem Lodbjerg og Agger Tange som i dag er skyllet i havet. 
Han blev ansat ved Nørre Vorupør redningsstation i 1868, blev bådformand i 1870 og opsynsmand i 1882. Han deltog i redning af 314 skibbrudne. For redningshvervet modtog han Dannebrogsordenen, Dannebrogsmændenes hæderstegn og i 1902 Redningsvæsenets 50 års jubilæumsmedalje.
Som strandfoged boede han i Strandgaarden i Vorupør. Han overtog strandfogedhvervet fra sin svigerfar, Hans Pedersen (3. juli 1808–?). Anders Josephsen svigersøn var Peder Pedersen Knudsen, som også var fisker og redningsmand. Anders Josephsen er begravet på Vorupør gamle kirkegård.